# Sparks (Texas)
Sparks es un lugar designado por el censo ubicado en el condado de El Paso en el estado estadounidense de Texas. En el Censo de 2010 tenía una población de 4529 habitantes y una densidad poblacional de 1.235,8 personas por km².

## Geografía
Sparks se encuentra ubicado en las coordenadas 31°40′22″N 106°14′24″O / 31.67278, -106.24000. Según la Oficina del Censo de los Estados Unidos, Sparks tiene una superficie total de 3.66 km², de la cual 3.66 km² corresponden a tierra firme y (0%) 0 km² es agua.

## Demografía
Según el censo de 2010, había 4529 personas residiendo en Sparks. La densidad de población era de 1.235,8 hab./km². De los 4529 habitantes, Sparks estaba compuesto por el 90.17% blancos, el 0.13% eran afroamericanos, el 0.57% eran amerindios, el 0.13% eran asiáticos, el 0% eran isleños del Pacífico, el 8.66% eran de otras razas y el 0.33% pertenecían a dos o más razas. Del total de la población el 99.09% eran hispanos o latinos de cualquier raza.